# Pius Fischer (Diplomat)
Pius Fischer (* 23. Dezember 1948 in Augsburg) ist ein ehemaliger deutscher Diplomat, der unter anderem von 1996 bis 2001 Botschafter in Guinea und Sierra Leone, zwischen 2004 und 2007 in Kambodscha, von 2007 bis 2011 in der Mongolei sowie zuletzt zwischen 2011 und 2014 Botschafter in Montenegro war.

## Leben und Diplomatie
Nach dem Studium der Mathematik und der Informatik an der TU München, das er mit dem akademischen Grad eines „Diplom-Mathematikers“ abschloss, folgte ein Wirtschaftsstudium an der TU München, das er mit dem akademischen Grad eines „Diplom-Wirtschaftsmathematikers“ beendete.
Nach dem Eintritt in den höheren Auswärtigen Dienst 1977 folgten Verwendungen an der Deutschen Botschaft in Indien, im Auswärtigen Amt sowie bei der Vertretung beim Heiligen Stuhl (Vatikan).
Von 1988 bis 1992 arbeitete Pius Fischer am deutschen Generalkonsul in Los Angeles. Im Anschluss daran war er Leiter des Referats für IT-Planung des Auswärtigen Amts. Von 1996 bis 2001 war er Botschafter der Bundesrepublik Deutschland in Guinea und als solcher war er zugleich als Botschafter in Sierra Leone akkreditiert.
Pius Fischer war von 2001 bis Juli 2004 Leiter des Referats für UN-Haushalts- und Personalfragen des Auswärtigen Amtes und von 2004 bis 2007 Botschafter in Kambodscha. Von 2007 bis 2011 war Fischer Botschafter in der Mongolei.
Zuletzt fungierte er von 2011 bis 2014 als deutscher Botschafter in Montenegro. Nach seinem darauf folgenden Eintritt in den Ruhestand folgte ihm die bisherige Botschafterin in Nordmazedonien, Gudrun Steinacker, als Botschafterin in Montenegro.

## Ehrungen
- 1988: Ritter des Päpstlichen Ritterordens des heiligen Gregors des Großen.[1]